# Andrea De Nisco

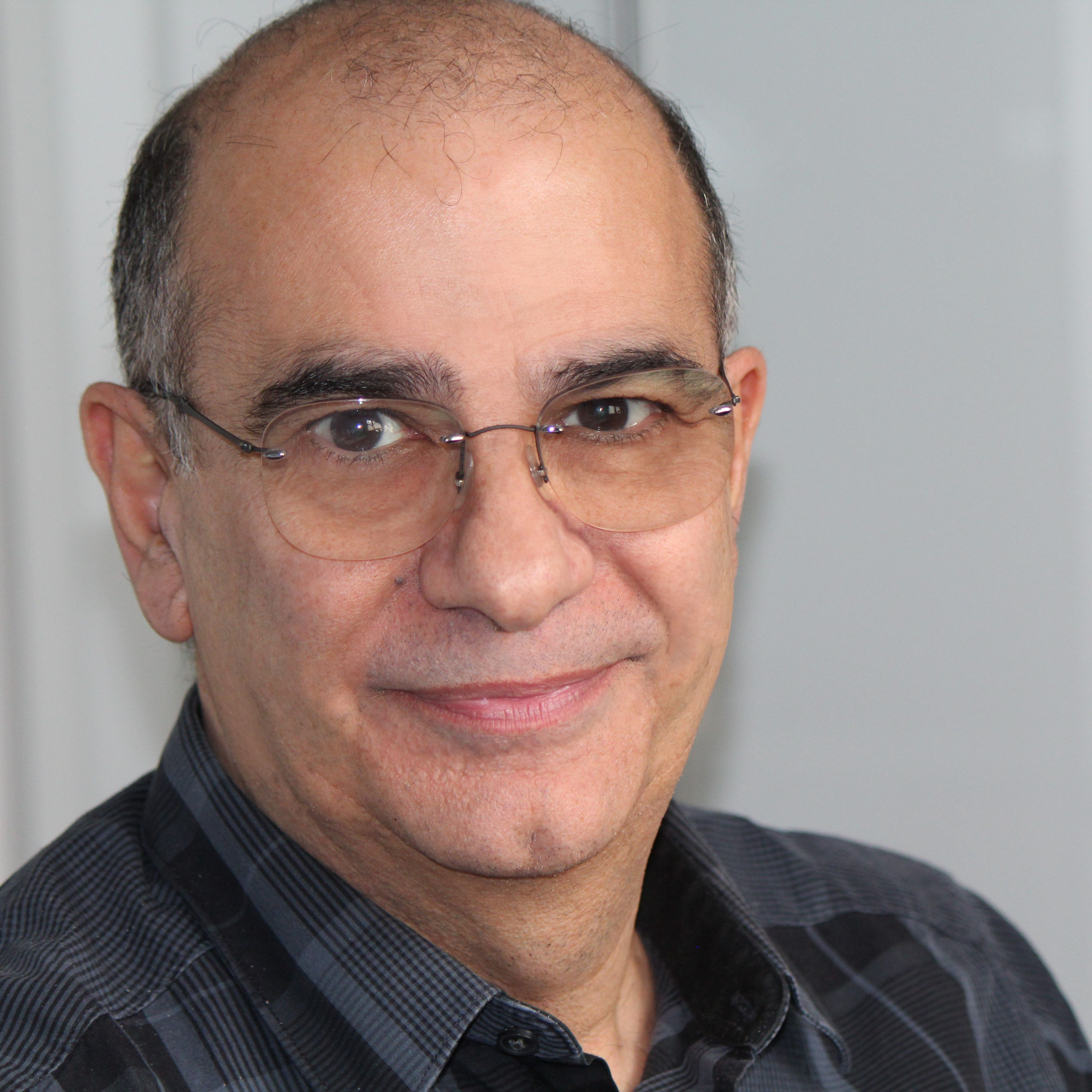
Andrea de Nisco

Andrea De Nisco (Napoli, 6 novembre 1958) è un doppiatore italiano.

## Biografia
Doppiatore di programmi TV, film, cartoni animati e videogiochi, autore e regista teatrale, ha iniziato la propria attività nel 1983; vive e lavora a Milano. È la voce di molti programmi Mediaset, Rai e Sky.
È una delle voci delle principali reti televisive nazionali in programmi quali Fuori dal coro, X-Style, Terra!, Domenica Live, Confessione reporter, Il Presidente, La strada dei miracoli, e nel passato di Target, Verissimo, Alle falde del Kilimangiaro, Overland, La macchina del tempo, L'infedele, Ciak Speciale Cinema e per i servizi dei telegiornali delle emittenti Mediaset.
È la voce di alcuni spot televisivi e radiofonici e la voce di molti siti web e video corporati.

## Doppiaggio

### Film
- Tim Marlow in Exhibition on Screen e David Hockney dalla Royal Academy of Arts
- Julio Oscar Mechoso in American Sunshine e Go Getter
- Vincent D'Onofrio in Newton Boys
- Andrew Wilson in Brivido biondo
- Cheech Marin in Masked and Anonymous
- Eddie Rouse in Undertow
- Jakob Beck in Ben X
- Jack Kehler in Love Liza
- Ivan Maksimovic in Promettilo!
- Asier Newman in Chaotic Ana
- Gregg Fitzgerald in La guerra dei bottoni
- Vincent Franklin in Censor
- Asier Newman in Chaotic Ana
- Karra Elejalde in Timecrimes
- Serge Larivière in Séraphine
- Leonardo Nigro in Auf der strecke
- Harry Peacock in Giuda
- Scotch Ellis Loring in Monster High - Il film

### Serie televisive
- Alan Flower in Fantasmi alla riscossa
- Brandon McMillan in Lucky Dog
- Christian Gómez in Pálpito
- Christopher Judge in The Guardians of Justice
- David Brown in Riverman - Storia di un serial killer
- George Back in Le pazze avventure di Bucket e Skinner
- Jeff Lewis in Fameless
- Marcelo Picchi in Ciranda de pedra
- Shaun Weiss in Undressed
- Stuart Atkin in Il faro incantato

### Film d'animazione
- Andromeda in I Cavalieri dello zodiaco - La dea della discordia, I Cavalieri dello zodiaco - L'ardente scontro degli dei, I Cavalieri dello zodiaco - La leggenda dei guerrieri scarlatti, I Cavalieri dello zodiaco - L'ultima battaglia (primo doppiaggio) e I Cavalieri dello zodiaco - Le porte del paradiso
- Sam in La spada dei Kamui
- Kei in Bounty Dog
- Padre di Daichi in Beyblade - The Movie
- Cabby in Pinocchio 3000
- Mercuzio in Romeo e Giulietta - Amore all'ultima pinna

### Serie animate
- Torpedo in G.I. Joe: A Real American Hero
- Andromeda in I Cavalieri dello zodiaco e I Cavalieri dello zodiaco - Saint Seiya - Hades
- Kimo in I cinque samurai
- Yoko Kurama in Yu degli spettri
- Corg in Robotech
- Lord Ashram in Record of Lodoss War
- Gouverneur Morris in This Is America, Charlie Brown
- Erasmo in Walter Melon
- Mervis e Dunglap in CatDog
- Verdemolla in La fabbrica dei mostri
- Chaka e Kosa in One Piece
- Acromio in Pokémon Nero 2 e Bianco 2
- Arthur Brighton in Milly - Un giorno dopo l'altro

### Videogiochi
- Dr. Mundo in League of Legends
- Balue in Klonoa: Door to Phantomile (ver. Wii) (1997)
- Soldati in Hogs of War (2000)[1]
- Edward Benton in Syphon Filter 3 (2001)
- Sergente Rodriguez in Tropico (2001)
- Willard in Jak and Daxter: The Precursor Legacy (2001)[2]
- Telecronista dell'arena, Al, agente di Skid e Idraulico in Ratchet & Clank (2002)
- William Banks, Steve Hammer, Larry Bullman, H. Feiner, S. Holmes e R. Roland in Doom 3 (2004)[3]
- Grunt Crazy in Halo 2 (2004)[4]
- Capitano Price e Colonnello Blake in Call of Duty 2 (2005)[5]
- Manny ne L'era glaciale 2 - Il disgelo (2006), L'era glaciale 3 - L'alba dei dinosauri (2009)
- Kaeden in Daxter (2006)[6]
- Abu'l Nuqoud in Assassin's Creed (2007)[7]
- Jansen Friedh in Lost Odyssey (2007)
- Voce intr. episodi in 24: The Game (2008)[8]
- Ten. Monroe in Tom Clancy's Rainbow Six: Vegas 2 (2008)[9]
- Garza in Killzone 2 (2009)[10]
- Sergente O'Donnel in Call of Juarez: Bound in Blood (2009)[11]
- Control e alcuni marines in Operation Flashpoint: Dragon Rising (2009)[12]
- Esperto dei fuochi artificali in Shrek e vissero felici e contenti (2010)[13]
- Thomson ne Le avventure di Tintin - Il segreto dell'Unicorno (2011)[14]
- Skipper ne I pinguini di Madagascar: Il ritorno del Dottor Blowhole (2011)[15]
- Krist e Sergente Dalen in Diablo III (2012)[16]
- Dietmar e Davlin in Borderlands 2 (2012)[17]
- Oliver in Assassin's Creed III (2012)[18]
- Jet the Hawk in Mario & Sonic ai Giochi olimpici invernali di Sochi 2014 (2013), Mario & Sonic ai Giochi olimpici di Rio 2016 (2016), Mario & Sonic ai Giochi olimpici di Tokyo 2020 (2019)
- Apprendista violaceo, Imp delle fiamme e Meccanista Granfavilla in Hearthstone (2014)[19]
- Dottor Ludvig Maxis in Call of Duty: Black Ops III (2015),[20] Call of Duty: Black Ops IIII[21]
- Censore Quinlan e Dottor Sun in Fallout 4 (2015)[22]
- Big the Cat in Mario & Sonic ai Giochi olimpici di Rio 2016 (2016), Team Sonic Racing (2019), Sonic Frontiers (2022),[23] Shadow Generations (2024)
- Akeel Min Riah in Call of Duty: Infinite Warfare (2016)[24]
- Dingodile in Crash Bandicoot: N. Sane Trilogy (2017),[25] Crash Team Racing Nitro-Fueled (2019),[26] Crash Bandicoot 4: It's About Time (2020)[27], Crash Team Rumble (2023)
- Bloodhound in Apex Legends (2019)[28]
- Ebeneezer Von Clutch in Crash Team Racing Nitro-Fueled (2019)[26]
- Konrad in Final Fantasy XVI (2023)[29]
- Asajiro e Imai Sokyu in Assassin's Creed Shadows (2025)[30]

## Libri
- Andrea De Nisco e Maura Marenghi, Le trappole della vita, Segrate, Sperling & Kupfer, 2022, ISBN 978-88-200-7297-1.